# Aralul Mic
Aralul Mic sau Aralul de Nord (în kazahă Солтүстік Арал теңізі, în rusă Северное Аральское море) este un lac natural endoreic din Kazahstan, apărut în 1987 în urma scăderii nivelului apelor Mării Aral și implicit, separării acesteia în două bazine acvatice independente - Aralul Mare și Aralul Mic. Până în 1987 Aralul Mic reprezenta un bazin semiînchis din nordul Mării Aral, separat de restul Aralului de insula Kokaral.

Aralul Mic în 2000 și 2011

Către anul 1960 Aralul Mic avea cca 6 mii km². În 1996 pentru a preveni scurgerea surplusului de apă din Aralul Mic, alimentat de râul Sîrdaria, spre bazinul Aralului Mare, guvernul Kazahstanului a început construcția unui baraj (digul Kokaral) lung de 13 km pe locul fostei strâmtori Berg, care lega anterior cele două bazine ale Aralului. Aceasta a condus la o ușoară creștere a nivelului Aralului Mic și la scăderea salinității apei. După darea în exploatare a primului nivel al digului Kokaral nivelul Aralului Mic a atins (mai 2006) cota de 42,2 m de asupra nivelului Oceanului Mondial (în 1960 apele Aralului atingeau cota de 53,5 m deasupra nivelului Oceanului Mondial). În 2008 suprafața Aralului Mic era de 3300 km² (conform JAXA: 3600 km²). La 12 km de țărmul actual al Aralului Mic se află orașul Aralsk, în trecut cel mai important port de la Marea Aral. Aralul Mic are un mare potențial piscicol, guvernul kazah preconizind ca din 2007 volumul anual al pescuitului în acest lac să atingă 12 mii t. Din 2010 a început etapa a doua de construcție a digului Kokaral, care prevede ridicarea lui cu 8 m și implicit readucerea cotelor apelor Aralului Mic la nivelul anului 1974 - 50 m de asupra nivelului Oceanului Mondial.
| Indicatori \ An    | 1970  | 1988 | 2003 | 2004 | 2007  | 2008 | 2009 | 2010 | 2011 |
| ------------------ | ----- | ---- | ---- | ---- | ----- | ---- | ---- | ---- | ---- |
| Nivelul apei, m    | 53    | 40   | 30   |      | 42    | 42   | 42   | 42   | 42   |
| Volum, km³         | 82    |      |      | 15,6 |       |      |      | 27,1 |      |
| Suprafață, mii km² | 6,118 |      | 2,55 |      |       | 3,3  |      |      |      |
| Salinitate, ‰      | 8-13  | 30   |      | 23   | 11-14 |      | 12   | 17   | 9    |